# Anouk Leblanc-Boucher
Anouk Leblanc-Boucher (ur. 21 października 1984) – kanadyjska łyżwiarka szybka, specjalizująca się w short tracku. Dwukrotna medalistka olimpijska z Turynu.
Zawody w 2006 były jej jedynymi igrzyskami olimpijskimi. Zdobyła srebro w biegu sztafetowym i brąz na dystansie 500 metrów. W 2006 zdobyła srebro mistrzostw świata w biegu sztafetowym.